# Ozero Dolgoje (sjö i Belarus, Vitsebsks voblast, lat 55,23, long 28,17)
Ozero Dolgoje (ryska: Озеро Долгое) är en sjö i Belarus.   Den ligger i voblasten Vitsebsks voblast, i den norra delen av landet, 150 km norr om huvudstaden Minsk. Ozero Dolgoje ligger 170 meter över havet. Arean är 1,1 kvadratkilometer. Den sträcker sig 2,8 kilometer i nord-sydlig riktning, och 2,5 kilometer i öst-västlig riktning.
I omgivningarna runt Ozero Dolgoje växer i huvudsak blandskog. Runt Ozero Dolgoje är det glesbefolkat, med 18 invånare per kvadratkilometer.